# Oostinje (tramstation)
Oostinje is de naam van een HTM-tramhalte in de Nederlandse stad Den Haag.

## Naamgeving
De naam van de halte is afkomstig van een prijsvraag, die werd gewonnen door de Haagse auteur R.F. de Bock. Oostinje is een afkorting van Laan van Nieuw Oost-Indië, die op zijn beurt verwijst naar een herberg die ooit nabij de Bezuidenhoutseweg stond.

## Geschiedenis
Oorspronkelijk was de halte Oostinje een van de "sneltramstations" die deel uit zouden maken van de Haagse semi-metro. Nog voor het gereed was is dat project stopgezet, nadat een deel met vier haltes gerealiseerd was. Het werd ambtenaren zelfs verboden om de term semi-metro nog te gebruiken. Voortaan sprak men over sneltram. Op de paarse HTM-lijnennetkaart van 1976 staat dan ook "sneltramtracé". In plaats van de geplande grote trams kwamen er reguliere PCC-trams te rijden, al dan niet gekoppeld.
Het nieuwe traject kwam in de plaats van het tracé via Fluwelen Burgwal, Bezuidenhoutseweg en Laan van Nieuw Oost-Indië. In 1964 werd hier al rails gelegd, bedoeld voor lijn 6 zonder viaduct, maar dat plan ging niet door en die rails werden nooit gebruikt. Vanaf 1973 werd alles vervangen door het nieuwe traject, dat in 1976 in gebruik werd genomen. Tot dan toe was er nog geen tramlijn geweest op dit deel van de Juliana van Stolberglaan. Lijn 3 en 6 gingen op het nieuwe traject rijden. Aan het einde van de perrons bij de Laan van Nieuw Oost-Indië ligt wisselcomplex nummer 140.
Sinds 1981 rijden er gelede trams. Van 1983 tot 1985 en van 1992 tot 2001 reed lijn 7 er ook. Vanaf 2003 verdween lijn 3 omdat dit nummer was overgegaan naar RandstadRail 3; tramlijn 3 werd vervangen door tramlijn 2. Op lijn 2 worden ook wel RandstadRail-trams ingezet. Bij stremmingen van RandstadRail kunnen de lijnen RandstadRail 3, 4 of 34 hier wel komen: die rijden dan naar de keerlus bij Station Laan van Nieuw Oost-Indië. Zij mogen niet verder over lijn 6, omdat die nog niet aangepast is. Een bordje bij de wissel geeft aan welke richting voor dit materieel verboden is. 
In tegenstelling tot het oorspronkelijke tramstation Ternoot is Oostinje eenvoudig uitgevoerd, met abri's, vermoedelijk omdat de kostbare semi-metro plannen toen al stopgezet waren. Wel waren er oorspronkelijk hoge gele naamborden, net als op Ternoot, waarmee de sneltramhalte zich onderscheidde van gewone tramhaltes. De halte is anno 2023 nog niet aangepast voor lagevloertrams Avenio en Regiocitadis van lijn 2, omdat ook de hogevloertrams van lijn 6 er nog rijden. In de Aveniotrams op lijn 2 wordt in 2023 nog steeds omgeroepen dat de halte niet "toegankelijk" is voor rolstoelen en scootmobielen, hoewel de hoogte van perron en tramvloer gelijk zijn. En vanaf of naar de straat zijn de perrons ook toegankelijk. 
In 1989 werden de klassieke HTM-abri's zonder reclame vervangen door de grijs/blauwe abri's met reclame, die werden beheerd door Publex. In 2015 zijn deze abri's vervangen door de nieuwe grijze R-net-abri's van de Metropoolregio, die worden beheerd door Exterion. In dat kader kwamen er ook hekwerken in twee tinten grijs, maar het oude hekwerk tussen de rails werd daarbij 'vergeten'. De banken in de nieuwe abri's moesten in 2017 vervangen worden omdat kinderen met hun vingers klem kwamen te zitten in de gaatjes. 1100 banken moesten vervangen worden door deze ontwerpfout.
Het tramviaduct vanaf Oostinje naar Ternoot en het Centraal Station tot aan de Wijnhaven was oorspronkelijk uitgerust met speciale driekleurige seinlichten die bijzonder lange toelopende "zonnekappen" hadden. Bij het verbouwen voor RandstadRail zijn er nieuwe led-seinlichten gekomen, zonder kappen. Het traject werd speciaal aangeduid op de lijnennetkaarten; de kaart van 1980/81 was de laatste waarop dat gebeurde. Sindsdien wordt het begrip sneltram ook niet meer gebruikt. 
In het eerste ontwerp voor RandstadRail door de stichting RandstadRail was er sprake van een tunnel die vanaf de Hofpleinlijn onder de Juliana van Stolberglaan en halte Oostinje door zou gaan, en vervolgens naar Ternoot. Eventueel was een bovengrondse oplossing ook een optie. Dat traject stond ook in het semi-metroplan. De bewoners wilden geen van beide varianten. Uiteindelijk ging dit helemaal niet door en werd RandstadRail via de Beatrixlaan geleid.
Oostinje is een overstaphalte: niet alleen tussen tram 2 en 6, maar ook van/naar bus 23, die nabij haltes heeft. In 2021 werden plannen gepresenteerd om lijn 6 via de Gravenstraat en over het Prins Bernhardviaduct te leiden. Bij halte Oostinje zou dan weer aangesloten worden op lijn 2. Deze route zou dan dienen om de tramtunnel en het tramviaduct te ontlasten, zodat RandstadRail nog vaker kan rijden. Daarmee zou het plan voor lijn 6 uit 1964 deels toch uitgevoerd worden.